# سارا هاسکینز
سارا هاسکینز (انگلیسی: Sarah Haskins؛ زادهٔ ۳ اوت ۱۹۷۹) فیلم‌نامه‌نویس اهل ایالات متحده آمریکا است.